# Gmina Łomianki
Die Gmina Łomianki ist eine Stadt-und-Land-Gemeinde im Powiat Warszawski Zachodni der Woiwodschaft Masowien in Polen. Ihr Sitz ist die gleichnamige Stadt mit etwa 17.000 Einwohnern.

## Gliederung
Zur Stadt-und-Land-Gemeinde gehören neben der Stadt Łomianki folgende neun Dörfer mit einem Schulzenamt:
Dziekanów Leśny
Dziekanów Bajkowy
Dziekanów Polski
Dziekanów Nowy
Kępa Kiełpińska
Kiełpin
Łomianki Chopina
Łomianki Dolne
Sadowa